# توماس تيري
توماس تيري هو شخصية أعمال كوبي، ولد في 24 فبراير 1808 في كاراكاس في فنزويلا، وتوفي في 5 يوليو 1886 في باريس في فرنسا.